# NGC 3718
NGC 3718，也稱為阿普214（Arp 214），是一個位於大熊座的星系，距離地球約5200萬光年。NGC 3718附近有一個星系NGC 3729，是一個奇特的棒旋星系。NGC 3718要不是一個透鏡狀星系，就是一個螺旋星系。
NGC 3718呈現出與NGC 6872類似的扭曲S形，可能是與距離地球150,000光年的另一個螺旋星系NGC 3729發生引力交互作用的結果。希克森緻密群（The Hickson Compact Group）56位於NGC 3718的一個螺旋臂的南側。希克森緻密群56的距離是NGC 3718或 NGC 3729的8倍。
NGC 3718是大熊座星系團。